# Riot Blockchain
Riot Blockchain est une société d'investissement et de développement spécialisée dans le minage pour la blockchain de Bitcoin (et d'autres cryptomonnaies), basée à Castle Rock (Colorado), devenue la plus grosse entreprise de minage en Amérique (cotée au Nasdaq).

## Historique
Riot Blockchain a été créée en octobre 2017 quand Bioptix, une entreprise de technologie des sciences biologiques détenant un brevet vétérinaire enregistré, a changé son nom pour Riot Blockchain. Bioptix est devenu public en janvier 2003.
Le cours de ses actions est passé de 8 dollars par action à 40 dollars par action quelques mois après le changement de nom.
Riot Blockchain était l'une des nombreuses sociétés citées à comparaître par les États-Unis. Securities and Exchange Commission (SEC) pour, entre autres, avoir inclus le terme "blockchain" dans son nom en l'absence d'un lien clair avec l'industrie.
Dans son cas, la société a effectivement changé d'orientation, mais elle est restée sous enquête de la SEC pour d'autres problèmes. Elle a connu des turbulences considérables dans son conseil et chez les investisseurs à long terme.
En 2020 (le 30 janvier), elle a signalé que la Division of Enforcement de la SEC, après avoir terminé son enquête n'a recommandé aucune mesure d'application à l'encontre de l'entreprise

### Plans de trading de crypto-monnaie
En mars 2018, Riot Blockchain a révélé, dans des documents déposés auprès de la SEC, avoir acheté 92,5 % de Logical Brokerage Corp, un commission broker enregistré, sans divulguer le prix d'achat. À l'époque, la société avait annoncer étudier le lancement d'une crypto-monnaie exchange et une entreprise de courtage de contrats à terme sur crypto-monnaie.
En mars 2019, via un formulaire S-3 déposé auprès de la SEC, la société décrit son opération de minage de blockchain à Oklahoma City dans l'Oklahoma, ainsi que ses plans pour un service de ventes/échanges de crypto-monnaies, baptisé RiotX, annoncé pour 2019 et devant inclure des services bancaires, un moteur de trading et des services de portefeuille numérique (qui devaient être fournis par des tiers). Ce dépôt S-3 concernait aussi la revente de titres précédemment émis par Riot Blockchain.
Cependant, les états financiers du deuxième trimestre 2020 de la société, tels que déposés auprès de la SEC, n'incluent pas les résultats financiers du service annoncé, ni aucune information sur un réel ou potentiel, "RiotX". 

### Résultats commerciaux
Riot Blockchain gère des opérations et fermes de minage de bitcoins, et des sociétés internes, ainsi que des investissements dans des startups DeFi.
Elle a notamment parié sur Coinsquare, Tesspay et Verady,.
En 2019, selon le rapport financier du premier trimestre de Riot Blockchain, déposé auprès de la SEC, la société continue de perdre de l'argent, mais à un rythme moindre que celui de l'année précédente. Parmi les opérations qui ont à peu près atteint le seuil de rentabilité, Riot Blockchain annonce avoir extrait 329 bitcoins, 356 Bitcoin Cash (BCH) et 1 422 Litecoin s au cours du trimestre.
La société prétend, dans une déclaration publique, être "l'un des plus grands mineurs de crypto-monnaie".
En 2020, le rapport financier du deuxième trimestre (formulaire SEC Q-10) révèlent des pertes nettes continues de près de 5 millions de dollars au premier semestre 2020, soit 162 000 dollars de moins que pour la période comparable de l'année précédente. La société annonce avoir extrait 508 bitcoins au cours du premier semestre de l'année, et déclare des revenus totaux provenant de l'exploitation minière de 4 280 000 $. Ses autres revenus déclarés de 48 000 $ provenaient des licences.

## Réorientation vers le minage de bitcoin
En décembre 2019, Riot achète 4 000 serveurs de minage Antminer S19 Pro à Bitmain.
En février 2020, elle en achète 1 060 autres.

### Opération Masséna, dans l'Etat de New-York,
Dans l'industrie émergente du minage pour blockchain, il est courant que des fermes de minages, de plus en plus consommatrices d'électricité, déménagent pour trouver des sources d'électricité négociées à bas prix ou vers des régions plus froide plus adaptées aux serveurs dont les processeurs chauffent de plus en plus.
En avril 2020, Riot a annoncé déplacer certaines de ses machines minières Antminer S17 de son installation d'Oklahoma City vers le centre de données de Coinmint situé à Massena, dans l'Etat de New York. Il s'agit selon Riot d'économiser de l'argent sur l'électricité en raison de la chaleur trop élevée à Oklahoma City, source de difficulté de refroidissement pour les serveurs qui consomment de grandes quantités d'électricité.
Coinmint annonce que cette ferme de minage est alors la plus grande installation d'extraction de crypto-monnaie au monde.
La société minait et extrayait antérieurement du bitcoin, du Bitcoin Cash et du Litecoin, mais après son déménagement à Massena, elle se consacre exclusivement au bitcoin via des serveurs de minage Antminer S17, S19 et S19 Pro achetés à Bitmain.

### Achat de Whinstone
Bien que le climat ne soit pas favorable au minage, et bien que l'électricité y soit très carbonée, Rockdale (Texas), grâce à une électricité bradée, a réussi à attirer la plus grande ferme de minage de bitcoins d'Amérique, exploitée par Whinstone U.S. concurrent de Riot détenu par le groupe allemand, Northern Bitcoin AG.
Le 8 avril 2021, Riot Blockchain annonce racheter Whinstone, via un accord de 651 millions de dollars (incluant 80 millions de dollars en cryptomonnaies cotées en bourse), pour y reprendre l'installation d'extraction de bitcoins. Cette ferme de minage est présentée comme l'une des plus importantes d'Amérique.
Whinstone a annoncé à l'automne 2019 développer une ferme de minage, en partenariat avec Bitmain (plus grand producteur mondial de circuits intégrés spécialement dédiés au minage) à Rockdale, Texas. À l'époque, Bitmain avait annoncé s'apprêter à lancer une installation de 25 mégawatts ensuite éventuellement portée à 300 mégawatts.
Quelques-uns quelques jours après l'annonce de Bitmain, le 1er novembre, le Dallas Morning News a annoncé que Whinstone US Inc. construirait « la plus grande installation minière de bitcoins au monde au Texas », également à Rockdale sur 100 acres de l'ancienne usine d'Alcoa.
une semaine plus tard, Whinstone US acceptait d'être acquis le 7 novembre, par Northern Bitcoin SA. (société de développement et de conseil en bitcoins basée à Francfort, en Allemagne)https://www.coindesk.com/1-gigawatt-bitcoin-mine-under-construction-in-texas-would-dwarf-bitmains.

## Personnes clés
- Jeffrey G. McGonegal (PDG et directeur financier par intérim, à partir d'août 2019)[1] ;
- Megan Brooks (Vice-présidente aux finances)[1] ;
- Karl Diab (Ingénieur principal pour la blockchain)[1] ;
- Paul Pascual (Responsable des opérations de minage)[1].